# Valea Racului
Valea Racului – wieś w Rumunii, w okręgu Jassy, w gminie Cotnari. W 2011 roku liczyła 347 mieszkańców.